# Kim Jin-su
Kim Jin-su, né le 13 juin 1992, est un footballeur sud-coréen. Il évolue au poste de défenseur.

## Biographie

### En club
Kim Jin-su commence sa carrière professionnelle dans le club japonais de l'Albirex Niigata.

### En équipe nationale
Il participe à la Coupe du monde des moins de 17 ans 2009 puis à la Coupe du monde des moins de 20 ans 2011 avec la Corée.
Le 12 novembre 2022, il est sélectionné par Paulo Bento pour participer à la Coupe du monde 2022.

## Statistiques
| Club                   | Saison         | Ligue | Ligue | Coupe1 | Coupe1 | Coupe de la ligue2 | Coupe de la ligue2 | Ligue des Champions | Ligue des Champions | Totale | Totale |
| Club                   | Saison         | Apps  | Buts  | Apps   | Buts   | Apps               | Buts               | Apps                | Buts                | Apps   | Buts   |
| ---------------------- | -------------- | ----- | ----- | ------ | ------ | ------------------ | ------------------ | ------------------- | ------------------- | ------ | ------ |
| Albirex Niigata        | 2012           | 23    | 1     | 1      | 0      | 4                  | 0                  | –                   | –                   | 28     | 1      |
| Albirex Niigata        | 2013           | 31    | 0     | 1      | 1      | 4                  | 0                  | –                   | –                   | 32     | 0      |
| Albirex Niigata        | 2014           | 12    | 0     | 0      | 0      | 2                  | 1                  | –                   | –                   | 13     | 0      |
| Albirex Niigata        | Total          | 66    | 1     | 2      | 1      | 10                 | 1                  | –                   | –                   | 78     | 3      |
| TSG 1899 Hoffenheim    | 2014–15        | 19    | 0     | 2      | 0      | –                  | –                  | –                   | –                   | 21     | 0      |
| TSG 1899 Hoffenheim    | 2015–16        | 15    | 0     | 0      | 0      | –                  | –                  | –                   | –                   | 15     | 0      |
| TSG 1899 Hoffenheim    | 2016–17        | 0     | 0     | 0      | 0      | –                  | –                  | –                   | –                   | 0      | 0      |
| Total                  | Total          | 34    | 0     | 2      | 0      | –                  | –                  | –                   | –                   | 36     | 0      |
| Jeonbuk Hyundai Motors | 2017           | 29    | 4     | 1      | 0      | –                  | –                  | –                   | –                   | 30     | 4      |
| Jeonbuk Hyundai Motors | 2018           | 7     | 1     | 0      | 0      | –                  | –                  | 4                   | 2                   | 11     | 3      |
| Jeonbuk Hyundai Motors | 2019           | 27    | 2     | 0      | 0      | –                  | –                  | 7                   | 0                   | 34     | 2      |
| Jeonbuk Hyundai Motors | 2020           | 15    | 0     | 2      | 0      | –                  | –                  | 2                   | 0                   | 19     | 0      |
| Total                  | Total          | 78    | 7     | 3      | 0      | 0                  | 0                  | 13                  | 2                   | 94     | 9      |
| Al-Nassr Riyad         | 2020-21        | 7     | 0     | 3      | 0      | –                  | –                  | 0                   | 0                   | 0      | 0      |
| Total                  | Total          | 7     | 0     | 3      | 0      | –                  | –                  | 0                   | 0                   | 10     | 0      |
| Carrière total         | Carrière total | 185   | 8     | 10     | 1      | 10                 | 1                  | 13                  | 2                   | 218    | 12     |

1Includes Emperor's Cup et DFB-Pokal.
2Includes J.League Cup.

## Palmarès
- Championnat de Corée du Sud : 2017, 2018, 2019